# Peleteria apicalis
Peleteria apicalis là một loài ruồi trong họ Tachinidae.